# ダイナソー・プラネット
『ダイナソー・プラネット』（Dinosaur Planet）は、2003年にディスカバリーチャンネルが制作した、恐竜をテーマとするドキュメンタリー番組。全4エピソードで後期白亜紀カンパニアンの世界を描いている。エピソードごとに主役級の恐竜を設定し、彼らに焦点を合わせつつ、共に生息する他の恐竜・古生物の生態、その時代の自然環境を再現している。なお本作では各話ごとに三回、古生物学者スコット・D・サンプソンがその物語に登場する恐竜の解説を行った。
2007年には『世界まる見え!テレビ特捜部』でも特集された。また、登場する動物や生息地域などの情報を紹介するインタラクティブゲームも公開されていた。

## エピソード
第1話 鳥類の祖先 ベロキラプトル
原題：White Tip's Journey
約8000万年前のモンゴルが舞台となっている。ゴビ砂漠に生息する知能の高いヴェロキラプトルや、それとの格闘化石が産出しているプロトケラトプスが登場し、なぜ格闘化石が形成されたのかその理由を探っていく。他の群れに仲間を皆殺しにされた雌のヴェロキラプトルのホワイトチップが新たな仲間を見つけ、子供を授かるまでの物語。
第2話 サルタサウルスの成長
原題：Alpha's Egg
舞台は8000万年前のパタゴニア。雌のサルタサウルスのアルファの生まれてから15歳になって初めての産卵に向けての冒険を描いている。
第3話 ピロラプトルの漂流記
原題：Pod’s Travels
舞台はまだ島々だった8000万年前のヨーロッパ。地殻活動によって発生した津波に巻き込まれ、故郷の南ヨーロッパからルーマニアのハツェグ島に流された雄のピロラプトルのポッドが自分の仲間を探し、小型化した恐竜の島で冒険を繰り広げる。
第4話 絶滅した狩人 ダスプレトサウルス
原題：Little Das' Hunt
舞台は草原の広がる7500万年前のモンタナ州。マイアサウラの若い雄バックと雌ブレーズが群れから抜け出した際、ダスプレトサウルスの若い雄リトル・ダスとその家族が彼らを襲う。しかしリトル・ダスは未熟さゆえに仲間の足を引っ張り続けてしまい、バックを仕留められずにいた。そのような状況下でエルクホーン山脈が火山活動を起こし、恐竜たちは火山灰に苦しみ、やがて本格的な噴火による火砕流に呑み込まれて壊滅した。やがて時代は噴火から700万年後へ移り、エドモントサウルスとティラノサウルスの姿が映し出されて物語は幕を下ろす。

## 登場する動物
| 第1話 - ヴェロキラプトル - プレノケファレ - オヴィラプトル - プロトケラトプス - シュヴウイア - デルタテリジウム | 第2話 - サルタサウルス - アウカサウルス - アエロステオン（劇中ではカルカロドントサウルス、まる見えではギガノトサウルス） - アルヴァレスサウルス - ノトスクス | 第3話 - ピロラプトル - アンペロサウルス（劇中ではティタノサウルス） - ラブドドン（劇中ではイグアノドン） - タラスコサウルス - エラスモサウルス科の一種（劇中ではプレシオサウルス） - イクチオルニス - アロダポスクス - マジャーロサウルス - ブラディクネメ（劇中ではトロオドン） ※ハツェグ島パートでは小型化した恐竜が複数種登場した。 | 第4話 - ダスプレトサウルス - マイアサウラ - エイニオサウルス - ケツァルコアトルス - トロオドン - オロドロメウス - エドモントサウルス - ティラノサウルス |